# Phygadeuon lapponicus
Phygadeuon lapponicus là một loài tò vò trong họ Ichneumonidae.